# 津留崎直紀
津留崎 直紀（つるさき なおき、1953年12月24日 - ）は、日本のチェリスト・作曲家。妻はリヨン国立管弦楽団ヴァイオリニストの津留崎晴代。

## 来歴
北海道出身。東京芸術大学音楽学部器楽科在学中にフランス政府給費留学生としてパリ国立高等音楽院に入学し、1978年一等賞で卒業。
リヨン国立管弦楽団を経て、リヨン国立オペラに創立以来のメンバーとして現在に至る。三木敬之、レーヌ・フラショー、モーリス・ジャンドロン各氏等に師事。
リヨン国立オペラでの活動に加え、ソロ室内楽での活動にも力を注ぎ、リヨン国立オペラの室内楽シリーズに定期的に出演する他、エクサンプロヴァンス音楽祭、ベルリオーズ音楽祭などにも出演。
2004年にはJ.S.バッハ「無伴奏チェロ組曲」全曲演奏会のライヴ録音をライヴ・ノーツからリリースし、レコード芸術で準特選に選ばれた。
2011年11月から12月にかけては、東京で6回にわたるチェロソナタ、室内楽シリーズを野平一郎、渡辺健二、植田克己、海老彰子らとの共演で行い「音楽の友」「音楽現代」誌などからも好評を得て各方面から反響を呼んだ。
近年は作曲にも力を入れ、リヨン歌劇場室内楽シリーズで2本のクラリネット、ヴァイオリン、チェロの為の「Impromptu II」、ピアノとクラリネットの為の「ある風景の記憶」が取り上げられたほか、2011年のリサイタルシリーズでは無伴奏チェロの為の「リチェルカーレ」を発表した。
編曲においては弦楽オーケストラのための「展覧会の絵」、弦楽三重奏版「ゴールドベルグ変奏曲」等を発表している。
2012年よりリヨン国立オペラを退職、活動拠点を東京に移して演奏活動の傍ら、後進の指導、および作曲活動をおこなっている。

## 著書
- 弦楽オーケストラのための 「展覧会の絵」 (全音楽譜出版社) ISBN 9784119000212